# ヘキサデカノールデヒドロゲナーゼ
ヘキサデカノールデヒドロゲナーゼ（hexadecanol dehydrogenase）は、次の化学反応を触媒する酸化還元酵素である。
ヘキサデカノール + NAD+ {\displaystyle \rightleftharpoons } ヘキサデカナール + NADH + H+
反応式の通り、この酵素の基質はヘキサデカノールとNAD+、生成物はヘキサデカナールとNADHとH+である。
組織名はhexadecanol:NAD+ oxidoreductaseである。